# Іван Кованько
Іван Герасимович Кованько (* 1727, Рибці — † 20 травня 1792, Рибці) — український військовик доби Гетьманщини, полтавський полковник (1779).

## Життєпис
Син Герасима Петровича Кованька (? — до 1752) — сотника Друго-Полтавської сотні, що мешкав у Рибцях (нині — в межах Полтави).
11 лютого 1745 поступив на службу до Полтавського полку значковим товаришем. 23 листопада 1752 одержав чин військового товариша. 1756 кредитував військового товариша Василя Могилянського.
17 березня 1767 увійшов до Полтавської полкової рахункової комісії. 26 червня 1774 дістав чин бунчукового товариша. 27 жовтня того ж року очолив Полтавську полкову канцелярію. 1779 призначений полтавським полковником. На той момент полк вже був анексований Російською імперією. Вочевидь, деякий час виконував обов'язки командувача створеного з козаків Полтавського пікінерського полку. Після ліквідації полково-сотенного устрою Гетьманщини до кінця життя носив звання «малоросійського полковника у відставці».
19 березня 1787 дістав чин надвірного радника. До кінця життя мешкав у Рибцях. 9 травня 1792 склав духовний заповіт, 20 травня помер. На момент складання заповіту володів маєтками у Рибцях, Супрунівці, хуторі Олександриному, слободі Зачепилівці — у них селян 309 душ чоловіків.

## Родина
Був одружений тричі. Перша дружина — Марта (* ? — † до 1762), донька значкового товариша Парфентія Валховського. З нею мав чотирьох дітей — Василя, Григорія, Івана та Ганну.
Другий шлюб — з Варварою (* 1731 — † до 1769), донькою бунчукового товариша Андрія Сулими. Діти від другого шлюбу — Федір і Павло.
Третій шлюб — з Єфросинією (* 1741 — † до 1790), донькою значкового товариша Кузьми Іскри. Діти — Кіндрат, Єфросинія, Пелагія, Дарія, Параска.
Син Павло (* 1768 — † до 1851) — секретар Святійшого синоду Російської імперії (1803), під час французько-російської війни 1812 — польовий генерал-провіантмейстер при Західній армії. Нагороджений численними орденами Російської імперії.